# Hemarthria depressa
Hemarthria depressa är en gräsart som beskrevs av Heuvel. Hemarthria depressa ingår i släktet Hemarthria och familjen gräs. Inga underarter finns listade i Catalogue of Life.